# Andrés Cadavid
Andrés Felipe Cadavid Cardona (Medellín, Antioquia; 28 de diciembre de 1985) es un futbolista colombiano. Juega como defensa central. Actualmente se encuentra sin equipo.

## Trayectoria

### Inicios
Andrés debutó como profesional en el Atlético Bello en el año de 2006. De allí fue cedido al Atlético Huila por pedido del entrenador Javier Álvarez en el año 2008 para afrontar el Torneo Apertura donde se logró ganar la titular en las últimas fechas del campeonato. Para el Torneo Finalización el nuevo entrenador Teacher Berrío le comunica que no quería contar con sus servicios y posteriormente regresa a Medellín donde deja el fútbol a un lado y continúa con sus estudios universitarios. Casi 2 años más tarde el entrenador Orlando Restrepo lo observa en un partido aficionado y después de un breve charla lo convence para ir a jugar al Patriotas Boyacá en 2010.

### América de Cali
Su buen rendimiento con el Patriotas Boyacá le valió la oportunidad de pasar a un gran club del Fútbol Profesional Colombiano como el América de Cali en el año 2011.
En su paso por el cuadro escarlata, se recuerda que allí tuvo una durísima entrada contra el jugador uruguayo José Luis Tancredi, fracturándole la tibia y dejándolo más de 3 meses fuera de las canchas, en el clásico América de Cali vs Millonarios que finalizaría 2-0 a favor de los embajadores.

### San Luis
En el año 2012 tuvo su traspaso a un club internacional, el San Luis F. C. del fútbol mexicano, donde sin embargo no tuvo mucha continuidad.

### Envigado
Regresó al inicio del año 2013 para jugar en Colombia con el Envigado Fútbol Club, donde tuvo un buen rendimiento, lo cual atrajo las miradas de varios clubes siendo Millonarios el que al final dio la propuesta más concreta.

### Millonarios

#### (2013)
En julio de 2013 se confirma su llegada a Millonarios. A su llegada al club, Cadavid no fue bien recibido. Un amplio sector de la hinchada lo resistía, y no era para menos: pocos meses antes, en un intenso duelo ante el América de Cali, todavía vistiendo la camiseta escarlata, había protagonizado una acción que quedó marcada en la memoria de los azules. Aquella tarde, bajo un típico diluvio bogotano, Cadavid realizó una dura entrada que terminó lesionando de gravedad al volante uruguayo José Luis Tancredi, quien fue baja por seis meses.

#### (2014)
Su debut goleador con la camiseta embajadora no tardó en llegar, y nada menos que ante el eterno rival: Independiente Santa Fe. A lo largo de 2014 se consolidó como titular indiscutible bajo el mando del español JuanMa Lillo, integrando una sólida línea defensiva junto al panameño Román Torres y Oswaldo Henríquez. Más adelante también sería pieza clave para el técnico argentino Ricardo Lunari.

#### (2015)
En la temporada 2015, no fue fácil en su desempeño con los azules ya que su protagonismo se vio eclipsado por las actuaciones de los canteranos Oswaldo Henríquez y Gabriel Diaz. Sin embargo, cerraría ese año como titular y vistiendo la cinta de capitán en algunos partidos. El 14 de diciembre de 2015, Cadavid renovó por un año más con el conjunto capitalino

#### (2016)
Fue en 2016 cuando Cadavid empezó verdaderamente a destacar no solo como defensor, sino también como líder. Su entrega, carácter y constancia lo convirtieron en uno de los jugadores más destacados del año, junto a "Manga" Escobar, Maxi Nuñez, Ayron del Valle y Nicolás Vikonis. A pesar de contar con ofertas de Barcelona de Guayaquil y Atlético Nacional, decidió a renovar contrato con Millonarios.

#### (2017)
Con la sanción impuesta a Nicolás Vikonis en 2017, Cadavid retomó la cinta de capitán. Ese mismo año volvió a marcar en el clásico capitalino: el 19 de marzo abrió el marcador en la victoria 3-0 frente a independiente Santa Fe, saliendo como la figura del partido. Solo seis días después, repitió gol ante el mismo rival, reafirmando su poderío en los duelos de alto voltaje. Así, acumulaba ya tres goles frente a Independiente Santa Fe, todos anotados en el arco sur del El Campin. 
En el Torneo Apertura pierden a escasos segundo de terminar el encuentro con Atlético Nacional el pase a la final.
| “¿Qué te puedo decir? Impotencia porque... ¡p*ta!... No, papi. Teníamos muy buen equipo, mucha hambre de salir campeón con esta camisa. Este es el fútbol parcero, este es el fútbol.” — Cadavid, luego de la eliminación. |

El 2 de septiembre de 2017 sería nuevamente decisivo al anotar el único tanto en la victoria ante Alianza Petrolera, apenas al primer minuto de juego.
Pero el punto más alto llegó el 17 de diciembre, en la final capitalina ante Independiente Santa Fe. En un encuentro vibrante, Cadavid marcó el primer gol con un impecable cabezazo. El duelo terminó 2-2, pero gracias al resultado global de 3-2, Millonarios se consagró campeón y sumó su estrella número 15, con Cadavid levantando el trofeo como capitán y símbolo del equipo.

"Luchamos para esto, para darle alegría a todo este equipo, gracias a todos los que han estado ahí, a mi papá. Mi esposa, mi bebe. Que h.t.a. alegría". Cadavid, tras quedar campeón con Millonarios.

#### (2018)
Ya en 2018, el 4 de marzo alcanzó un nuevo hito: su primer doblete como profesional, en la victoria 3-1 sobre el América de Cali por la fecha 6 del Torneo Apertura 2018. En su partido número 200 con el club, marcó también su primer gol internacional en el empate 1-1 frente al CA Independiente de Argentina por la Copa Libertadores 2018.
El 15 de septiembre de ese año volvió a ser decisivo, anotando el gol del triunfo 2-1 sobre Jaguares de Córdoba, en lo que fue la primera victoria de Millonarios como visitante frente a ese rival.
A pesar de que su contrato se extendía hasta finales de 2019, el 8 de enero de ese mismo año, Cadavid decidió rescindir su vínculo con Millonarios. La decisión se dio tras presentar diferencias con la metodología de trabajo del nuevo entrenador, el mundialista Jorge Luis Pinto. Aunque el defensor había manifestado su intención de permanecer en el club hasta 2021, la junta directiva rechazó esa posibilidad. Finalmente, tras estas dos situaciones llega a un acuerdo con la dirigencia, emprendió como agente libre una nueva etapa en su carrera con el cuadro argentino de Colón.

### Colón
El 11 de enero de 2019 es confirmado como nuevo jugador del Club Atlético Colón de la Primera División de Argentina. Debuta el 28 de enero en la victoria 2 por 0 sobre Argentinos Juniors jugando todo el partido. En su paso por el fútbol argentino, disputó 8 partidos. 

### Independiente Medellín
El 19 de junio de 2019 se confirma su traspaso al Independiente Medellín, equipo del cual Andrés es hincha. El 6 de noviembre se corona campeón con el Independiente Medellín de la Copa Colombia.En el año 2021 logra coronarse campeón, esta vez como capitán, de la Copa Colombia del año 2020, suspendida en ese año por el COVID 19.

## Estadísticas
| Club                                | Temporada           | Liga  | Liga  | Copas | Copas | Internacional | Internacional | Total | Total |
| Club                                | Temporada           | Part. | Goles | Part. | Goles | Part.         | Goles         | Part. | Goles |
| ----------------------------------- | ------------------- | ----- | ----- | ----- | ----- | ------------- | ------------- | ----- | ----- |
| Atlético Bello · Colombia           | 2006-07             | 6     | 0     | -     | -     | -             | -             | 6     | 0     |
| Atlético Huila · Colombia           | A-2008              | 4     | 0     | 6     | 0     | -             | -             | 10    | 0     |
| Patriotas Boyacá · Colombia         | 2010                | 35    | 0     | 5     | 0     | -             | -             | 40    | 0     |
| América de Cali · Colombia          | 2011                | 19    | 1     | 4     | 0     | -             | -             | 23    | 1     |
| Deportivo Cali · Colombia           | A-2012              | 17    | 1     | 1     | 0     | -             | -             | 18    | 1     |
| San Luis · México                   | A-2012              | 17    | 0     | 1     | 0     | -             | -             | 18    | 0     |
| Envigado F. C. · Colombia           | A-2013              | 14    | 0     | -     | -     | -             | -             | 14    | 0     |
| Millonarios · Colombia              | F-2013              | 10    | 0     | 5     | 0     | -             | -             | 15    | 0     |
| Millonarios · Colombia              | 2014                | 33    | 1     | 8     | 1     | 2             | 0             | 43    | 2     |
| Millonarios · Colombia              | 2015                | 29    | 0     | 1     | 1     | -             | -             | 30    | 1     |
| Millonarios · Colombia              | 2016                | 37    | 0     | 3     | 0     | -             | -             | 40    | 0     |
| Millonarios · Colombia              | 2017                | 46    | 6     | 3     | 0     | 2             | 0             | 51    | 6     |
| Millonarios · Colombia              | 2018                | 32    | 8     | 8     | 0     | 9             | 1             | 49    | 9     |
| Millonarios · Colombia              | Total               | 187   | 15    | 28    | 2     | 13            | 1             | 228   | 18    |
| Colón Argentina                     | 2019-I              | 7     | 0     | -     | -     | 1             | 0             | 8     | 0     |
| Independiente Medellín · Colombia · | F-2019              | 18    | 0     | 7     | 1     | -             | -             | 25    | 1     |
| Independiente Medellín · Colombia · | 2020                | 21    | 3     | 4     | 0     | 9             | 0             | 34    | 3     |
| Independiente Medellín · Colombia · | 2021                | 35    | 2     | 4     | 0     | -             | -             | 39    | 2     |
| Independiente Medellín · Colombia · | 2022                | 45    | 12    | 1     | 0     | 8             | 1             | 54    | 13    |
| Independiente Medellín · Colombia · | A-2023              | 22    | 1     | -     | -     | 9             | 1             | 31    | 2     |
| Independiente Medellín · Colombia · | Total               | 141   | 18    | 16    | 1     | 26            | 2             | 183   | 21    |
| Envigado F. C. · Colombia           | F-2023              | 17    | 0     | -     | -     | -             | -             | 17    | 0     |
| Envigado F. C. · Colombia           | A-2024              | 12    | 0     | 1     | 0     | -             | -             | 13    | 0     |
| Envigado F. C. · Colombia           | Total               | 43    | 0     | 1     | 0     | 0             | 0             | 44    | 0     |
| Club Llaneros · Colombia            | F-2024              | 17    | 1     | -     | -     | -             | -             | 17    | 1     |
| Total en su carrera                 | Total en su carrera | 510   | 36    | 62    | 3     | 40            | 3             | 612   | 42    |

## Palmarés

### Campeonatos nacionales
| Título                | Club                   | País     | Año  |
| --------------------- | ---------------------- | -------- | ---- |
| Torneo Finalización   | Millonarios            | Colombia | 2017 |
| Superliga de Colombia | Millonarios            | Colombia | 2018 |
| Copa Colombia         | Independiente Medellín | Colombia | 2019 |
| Copa Colombia         | Independiente Medellín | Colombia | 2020 |

### Distinciones individuales
| Distinción                                                                                  | Año  |
| ------------------------------------------------------------------------------------------- | ---- |
| Mejor defensor central de la Temporada 2017 del fútbol colombiano otorgado por Alcolfutpro. | 2018 |
| Medalla "Fe en la Causa" otorgada por el Ejército de Colombia.                              | 2018 |
| Última actualización: 23.07.2018 según Referencia                                           |      |

## Vida personal
Antes de ser futbolista Andrés ya había culminado tres semestres de Administración de Empresas en la Universidad de Antioquia pero decidió cambiarse de carrera y paralelamente ya en sus inicios como futbolista ingresa a estudiar Comunicación Audiovisual en el Politécnico Jaime Izasa Cadavid, donde se logra graduar en 2019.